# Barbara G. Walker
Barbara G. Walker, född 2 juli 1930 i Philadelphia, är en amerikansk författare och feminist. Hon är en expert på stickning och har skrivit flera inflytelserika böcker om detta. Walker har även skrivit om religion, kulturantropologi, andlighet och mytologi. Hon studerade journalistik vid University of Pennsylvania och arbetade sedan för tidningen The Washington Star. Walker blev intresserad av feminism i mitten av 1970-talet efter att ha hjälpt flera utsatta kvinnor och gravida tonåringar. Hon beskriver sig själv som ateist.